# Халдеї

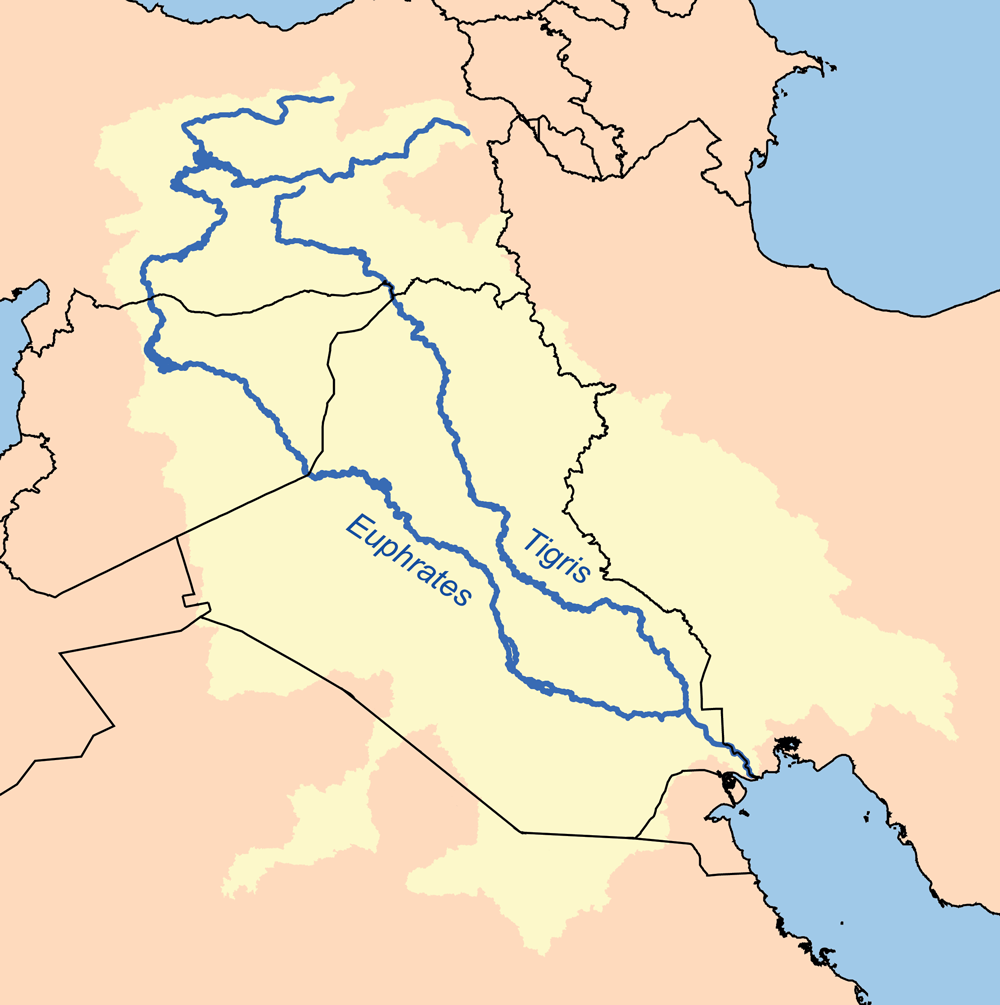

Халдейські держави у Вавилонії

Халдеї — сукупністю племен, що жили у Вавилонії протягом І тис. до н. е. Найкраще вони засвідчені в текстах, що датуються кінцем IX – серединою VII ст. до н. е., але продовжують з'являтися до кінця V ст. до н. е.. На відміну від арамейських племен, халдеї були менш кочовими, частіше зустрічалися в міських центрах і частіше асимілювалися у вавилонське суспільство та приймали вавилонські імена. Незрозуміло, коли і звідки халдеї потрапили до Вавилонії, але, можливо, вони мали західносемітське походження.

## Суспільний лад
Халдеї складалися з п'яти племен: Біт-Амукані (Bit-Amukkani), Біт-Даккурі (Bit-Dakkuri), Біт-Якін (Bit-Yakin), Біт-Сааллі (Bit-Sa’alli) та Біт-Сілані (Bit-Silani). Після масових депортацій новоассирійськими царями наприкінці VIII ст. до н. е. (зокрема, Тіглатпаласаром III, Саргоном II та Сінахерібом), останні три плем'я зникають з джерел, хоча Біт-Якін, можливо, був поглинутий Країною Моря, територією на південному сході Вавилонії. Кожне з цих племен мало свого вождя, якого в текстах разом називають рашану (ra’shanu), а самі племена ідентифікувалися як «house of PN», де PN був предком, на честь якого було названо плем'я.

## Історія
Халдеї мали значний вплив на історичні події, кидаючи виклик спробам новоассирійців поширити свій контроль на Вавилонію. Оскільки вони були більш мобільними та краще могли жити за рахунок землі, ніж їхні міські вавилонські сусіди, халдеї часто були підбурювачами повстань проти ассирійців, після чого вони могли безпечно відступити на незаселені території. Найбільш відомим за таку діяльність був Меродах-баладан (Мардук-апла-іддін II), лідер племені Біт-Якін, який двічі був царем Вавилонії (пр. з 721 по 710 рр. до н. е. та у 703 р. до н. е.). Він вперше захопив владу після узурпації ассирійського престолу Саргоном II у 721 році до н. е. та утримував її понад десять років. Після втечі від ассирійських військ у 710 р. до н. е., він ненадовго повернувся під владу Вавилону в 703 р. до н. е., перш ніж знову втекти від ассирійського наступу. П'ять інших халдеїв також були вавилонськими царями: Мардук-апла-уцур (племя невідоме: кінець IX або початок VIII ст. до н. е.); Еріба-Мардук (Біт-Якін: середина VIII ст. до н. е.); Набу-шум-ішкун (Біт-Даккурі: приблизно 760 – 748 рр. до н. е.); Набу-мукін-зері (Біт-Амукані: 731 – 729 рр. до н. е.); та Мушезіб-Мардук (Біт-Даккурі: 692 – 689 рр. до н. е.).
Протягом новоассирійського періоду халдеї характеризувалися негативно через часті спроби оскаржити ассирійський контроль над Вавилонією («Бо ось, Я підніму халдеїв, народ жорстокий і не упокорений, котрий ходить по широкополій землі, щоб загарбати поселення, які йому не належать»). Їхня репутація різко покращилася після того, як у 625 р. до н. е. було закріплено незалежне вавилонське правління, і халдеї стали важливою частиною вавилонського суспільства. Хоча нововавилонських царів часто називають «халдейською династією» (засновники Набопаласар та Гімнатор), немає жодних доказів на підтвердження твердження, що ці царі, які насправді походили з трьох окремих родин, належали до халдейського племені.
У пізніших біблійних та класичних джерелах термін «халдейський» використовується для позначення вавилонян загалом та вчених зокрема.